# National Football Conference
National Football Conference (skrót: NFC, Krajowa Konferencja Futbolowa) - jedna z dwóch konferencji w zawodowej lidze futbolu amerykańskiego, National Football League (NFL).

## Historia
NFC powstała na początku roku 1970, gdy doszło do połączenia dwóch rywalizujących do tego czasu lig futbolowych: NFL oraz AFL - American Football League. W tym roku 13 drużyn grających wcześniej w NFL uformowało konferencję NFC, zaś trzy pozostałe (Cleveland Browns, Pittsburgh Steelers oraz Baltimore Colts) oraz 10 drużyn ligi AFL uformowało drugą konferencje - American Football Conference (AFC).
Przedstawiono 5 planów podziału konferencji na dywizje. Urządzono losowanie ze szklanej kuli, w którego wyniku wybrano plan nr 3:
- Dywizja Wschodnia - Dallas, New York Giants, Philadelphia, St. Louis, Washington
- Dywizja Centralna - Chicago, Detroit, Green Bay, Minnesota
- Dywizja Zachodnia - Atlanta, Los Angeles, New Orleans, San Francisco

Od momentu połączenia lig w roku 1970, do konferencji dołączyły 3 zespoły, ustalając liczbę zespołów na poziomie 16.
Gdy w roku 1976 do ligi dołączyły zespoły Seattle Seahawks i Tampa Bay Buccaneers, zostały dodane do Dywizji Zachodnich konferencji - odpowiednio - NFC i AFC. Po roku Buccaneers przeszli do Dywizji Centralnej NFC, zaś Seattle przeniesiono do Dywizji Zachodniej AFC. Seahawks zostali tam do roku 2002, w którym ponownie trafili do Dywizji Zachodniej NFC. W roku 1995 w konferencji pojawił się zespół Carolina Panthers.

## Podział
Konferencja NFC składa się z 16 drużyn, podzielonych na 4 dywizje po 4 zespoły każda:
- NFC East (Dywizja Wschodnia): Dallas Cowboys, New York Giants, Philadelphia Eagles, Washington Football Team
- NFC North (Dywizja Północna): Chicago Bears, Detroit Lions, Green Bay Packers, Minnesota Vikings
- NFC South (Dywizja Południowa): Atlanta Falcons, Carolina Panthers, New Orleans Saints, Tampa Bay Buccaneers
- NFC West (Dywizja Zachodnia): Arizona Cardinals, Los Angeles Rams, San Francisco 49ers, Seattle Seahawks

## Rozgrywki w sezonie
W sezonie ligowym każdy z 16 zespołów konferencji gra dwa mecze (u siebie i na wyjeździe) z trzema pozostałymi drużynami w dywizji oraz 10 meczów z pozostałymi drużynami NFL, które zostały mu przydzielone przez ligę w kwietniu poprzedniego roku. Dwa z tych dziesięciu spotkań ustala się na podstawie wyniku drużyny w poprzednim sezonie. Pozostałe 8 meczów zespół rozgrywa z drużynami dwóch innych dywizji, zmienianych co sezon.
Przykład: W sezonie 2006, każdy z zespołów Dywizji Wschodniej NFC grał z wszystkimi zespołami Dywizji Południowej AFC i Dywizji Południowej NFC.
Ten sposób rozgrywek jest dla wszystkich drużyn jednej dywizji gwarancją gry przeciw wspólnym rywalom z handicapem 2 spotkań przydzielonych na podstawie siły drużyny z poprzedniego sezonu. W konferencji AFC rozgrywki prowadzone są w identycznym systemie.

## Faza play-off
Po zakończeniu sezonu następuje faza rozgrywek play-off, w której uczestniczy 6 najlepszych zespołów NFC: czterech zwycięzców dywizji oraz dwie drużyny nie-zwycięskie ("dzikie karty") z najlepszym dorobkiem punktowym w całej konferencji. Faza kończy się zwycięstwem jednej z drużyn, która staje się Mistrzem NFC, zdobywa Nagrodę George'a Halasa i awansuje do Super Bowl, w którym mierzy się ze zwycięzcą konferencji AFC.